# جعونه
جعونه یک منطقهٔ مسکونی در الجزایر است که در ناحیه یسر واقع شده‌است. جعونه ۵ کیلومتر مربع مساحت دارد ۱۸۰ متر بالاتر از سطح دریا واقع شده‌است.